# Johan Adolf Pengel nemzetközi repülőtér
A Johan Adolf Pengel nemzetközi repülőtér (IATA: PBM, ICAO: SMJP) Suriname egyik nemzetközi repülőtere, amely Paramaribo közelében található. Éves utasforgalma 450 979 fő (2018).

## Futópályák
A repülőtér futópályái:
- 11/29 (3480 m, 45 m, beton)

## Légitársaságok és úticélok
2023-ban a Johan Adolf Pengel nemzetközi repülőtérről az alábbi járatok indulnak:

### Személy
| Légitársaság           | Célállomások |
| ---------------------- | --- |
| Caribbean Airlines     | Port of Spain |
| Copa Airlines          | Panama City–Tocumen |
| Fly All Ways           | Barbados, Camagüey, Georgetown–Cheddi Jagan, Havana, Kingston–Norman Manley, Santiago de Cuba Szezonális: Curaçao, Port-au-Prince, St. Maarten Charter: Aruba, Belém |
| Gol Transportes Aéreos | Belém |
| Jetair Caribbean       | Curaçao |
| KLM                    | Amszterdam |
| Surinam Airways        | Amszterdam, Aruba, Belém (újrakezdődik2023 december 14-től), Curaçao, Georgetown–Cheddi Jagan, Miami                                                                 |
| Trans Guyana Airways   | Georgetown–Ogle |

### Cargo
| Légitársaság           | Célállomások                                  |
| ---------------------- | --------------------------------------------- |
| Amerijet International | Georgetown–Cheddi Jagan, Miami, Port of Spain |
| Northern Air Cargo     | Georgetown–Cheddi Jagan, Miami, Port of Spain |

## Forgalom
Az utasforgalom az elmúlt években az alábbi módon változott:
| Utasok száma | 425 426 | 457 666 | 478 537 | 478 537 | 445 104 | 450 979 | 528 919 | 157 737 |
|              | 2013    | 2014    | 2015    | 2016    | 2017    | 2018    | 2019    | 2020    |